# Patty Schnyder
Patty Schnyder (født 14. december 1978 i Basel) er en forhenværende professionel kvindelig schweizisk tennisspiller.
Schnyder blev professionel tennisspiller i august 1994 og vandt 11 WTA-turneringer i single og 5 i double. Hun var nummer 7 på ranglisten over verdens bedste kvindelige singlespillere i november 2005 og i double var hun nummer 15.
Schnyder deltog også på det schweiziske Fed Cup-hold i årene 1996-2004, hvor hun spillede 40 kampe og vandt de 25.
Schnyder spillede sin sidste professionelle kamp i maj 2011.